# Rosa Roth – Notwehr
Notwehr ist ein deutscher Fernsehfilm von Carlo Rola aus dem Jahr 2011. Es handelt sich um die achtundzwanzigste Episode der ZDF-Kriminalfilmreihe Rosa Roth mit Iris Berben in der Titelrolle.

## Handlung
Der Polizist Titus Trescher wird im Grunewald bei seiner täglichen Joggingrunde erschlagen. Rosa Roth und Markus Körber beginnen in eigenen Reihen zu ermitteln, sie kannten Trescher und den Vorfall aus dem vorangegangenen Jahr bei den Maiunruhen. Damals erschoss er den Jugendlichen David Möller seinen Angaben nach in Notwehr, sein Zeuge war der Kollege Lutz Kaminski, der vor dem Mord überfallen und so schwer verletzt wurde, dass er ins Krankenhaus musste. Roth und Körber vermuten das „Kommando David Möller“, das mit Rache den beiden Polizeibeamten damals drohte, hinter den Taten.

## Hintergrund
Notwehr wurde vom 28. Oktober 2009 bis zum 27. November 2009 in Berlin und Umgebung gedreht. Am 17. September 2011 wurde die Folge um 20:15 Uhr im ZDF erstausgestrahlt.

## Kritik
Die Kritiker der Fernsehzeitschrift TV Spielfilm vergaben dem Film die bestmögliche Wertung, sie zeigten mit dem Daumen nach oben. Die hauchzarte Beziehung der Hauptdarstellerin mit ihrem Kurzzeitnachbar sei berührend. Sie konstatierten: „Berlin-Krimi mit melancholischer Note“.